# Mingir
Mingir es una comuna y pueblo de la República de Moldavia ubicada en el distrito de Hîncești.
En 2004 la comuna tiene tiene 5039 habitantes, de los cuales 4972 son étnicamente moldavos-rumanos y 37 gitanos. En la comuna hay dos pueblos:
- Mingir (pueblo), 4995 habitantes;
- Semionovca, 44 habitantes.

Se conoce su existencia desde 1482.
Se ubica en el suroeste del distrito, unos 5 km al este de la frontera con Rumania marcada por el río Prut.